# D’ no junjō
„D’ no junjō” (jap. D'の純情) – piąty singel japońskiego zespołu Momoiro Clover Z, wydany w Japonii przez Starchild 6 lipca 2011 roku.
Singel osiągnął 6 pozycję w rankingu Oricon i pozostał na liście przez 11 tygodni, sprzedał się w nakładzie 19 045 egzemplarzy.

## Lista utworów
| CD |                               |                |                 |                 |      |
| Nr | Tytuł                         | Słowa          | Kompozycja      | Aranżacja       | Czas |
| 1. | "D’ no junjō" (jap. D'の純情) | Natsumi Tadano | Masaru Yokoyama | Masaru Yokoyama | 4:13 |

## Notowania
| Lista                             | Pozycja |
| --------------------------------- | ------- |
| Oricon Daily Singles Chart        | 2       |
| Oricon Weekly Singles Chart       | 6       |
| Billboard Japan Hot 100           | 59      |
| Billboard Japan Hot Singles Sales | 7       |